# Grand Prix Hassan II 2009 - Qualificazioni singolare
Le qualificazioni del singolare  del Grand Prix Hassan II 2009 sono state un torneo di tennis preliminare per accedere alla fase finale della manifestazione. I vincitori dell'ultimo turno sono entrati di diritto nel tabellone principale. In caso di ritiro di uno o più giocatori aventi diritto a questi sono subentrati i lucky loser, ossia i giocatori che hanno perso nell'ultimo turno ma che avevano una classifica più alta rispetto agli altri partecipanti che avevano comunque perso nel turno finale.
Le qualificazioni del Grand Prix Hassan II  2009 prevedevano 28 partecipanti di cui 4 sono entrati nel tabellone principale.

## Teste di serie
1. Flavio Cipolla (Qualificato)
2. Rubén Ramírez Hidalgo (Qualificato)
3. Santiago Ventura (Qualificato)
4. Olivier Patience (ultimo turno)

1. Lamine Ouahab (ultimo turno)
2. Laurent Recouderc (primo turno)
3. Boris Pašanski (ultimo turno)
4. Łukasz Kubot (secondo turno)

## Qualificati
1. Flavio Cipolla
2. Rubén Ramírez Hidalgo

1. Santiago Ventura
2. Oliver Marach

## Tabellone

### Legenda
| - Q = Qualificato - WC = Wild card - LL = Lucky loser | - ALT = Alternate - SE = Special Exempt - PR = Protected Ranking | - w/o = Walkover - r = Ritirato - d = Squalificato |

### Sezione 1
|  | Primo turno            | Primo turno            | Primo turno            | Primo turno | Primo turno |  |  | Secondo turno | Secondo turno          | Secondo turno          | Secondo turno | Secondo turno |    |    | Ultimo turno | Ultimo turno   | Ultimo turno   | Ultimo turno | Ultimo turno |  |
|  |                        |                        |                        |             |             |  |  |               |                        |                        |               |               |    |    |              |                |                |              |              |  |
|  |                        |                        |                        |             |             |  |  |               |                        |                        |               |               |    |    |              |                |                |              |              |  |
|  |                        |                        |                        |             |             |  |  | 1             | Flavio Cipolla         | Flavio Cipolla         | 7             | 6             |    |    |              |                |                |              |              |  |
|  | David Škoch            | David Škoch            | David Škoch            | 7           | 6           |  |  |               | David Škoch            | David Škoch            | 63            | 2             |    |    |              |                |                |              |              |  |
|  | Paul Hanley            | Paul Hanley            | Paul Hanley            | 5           | 4           |  |  |               |                        |                        |               |               |    |    | 1            | Flavio Cipolla | Flavio Cipolla | 7            | 4            |  |
|  | Rafael Mazon-Hernandez | Rafael Mazon-Hernandez | Rafael Mazon-Hernandez | 6           | 6           |  |  |               |                        | 5                      | Lamine Ouahab | Lamine Ouahab | 69 | 0r |              |                |                |              |              |  |
|  | El Mehdi Wasfy         | El Mehdi Wasfy         | El Mehdi Wasfy         | 2           | 3           |  |  |               | Rafael Mazon-Hernandez | Rafael Mazon-Hernandez | 2             | 1             |    |    |              |                |                |              |              |  |
|  | 5                      | Lamine Ouahab          | 5                      | 6           | 7           |  |  | 5             | Lamine Ouahab          | Lamine Ouahab          | 6             | 6             |    |    |              |                |                |              |              |  |
|  |                        | Pedro Sousa            | 7                      | 1           | 63          |  |  |               |                        |                        |               |               |    |    |              |                |                |              |              |  |

### Sezione 2
|  | Primo turno             | Primo turno             | Primo turno             | Primo turno | Primo turno |  |  | Secondo turno | Secondo turno           | Secondo turno           | Secondo turno  | Secondo turno  |   |   | Ultimo turno | Ultimo turno          | Ultimo turno          | Ultimo turno | Ultimo turno |  |
|  |                         |                         |                         |             |             |  |  |               |                         |                         |                |                |   |   |              |                       |                       |              |              |  |
|  |                         |                         |                         |             |             |  |  |               |                         |                         |                |                |   |   |              |                       |                       |              |              |  |
|  |                         |                         |                         |             |             |  |  | 2             | Rubén Ramírez Hidalgo   | Rubén Ramírez Hidalgo   | 6              | 6              |   |   |              |                       |                       |              |              |  |
|  | Jean-Christophe Faurel  | Jean-Christophe Faurel  | Jean-Christophe Faurel  | 6           | 2           |  |  |               | Jean-Christophe Faurel  | Jean-Christophe Faurel  | 3              | 1              |   |   |              |                       |                       |              |              |  |
|  | Leoš Friedl             | Leoš Friedl             | Leoš Friedl             | 7           | 1r          |  |  |               |                         |                         |                |                |   |   | 2            | Rubén Ramírez Hidalgo | Rubén Ramírez Hidalgo | 6            | 6            |  |
|  | Sergio Gutierrez-Ferrol | Sergio Gutierrez-Ferrol | Sergio Gutierrez-Ferrol | 6           | 6           |  |  |               |                         | 7                       | Boris Pašanski | Boris Pašanski | 1 | 2 |              |                       |                       |              |              |  |
|  | Fernando Vicente        | Fernando Vicente        | Fernando Vicente        | 3           | 4           |  |  |               | Sergio Gutierrez-Ferrol | Sergio Gutierrez-Ferrol | 5              | 65             |   |   |              |                       |                       |              |              |  |
|  | 7                       | Boris Pašanski          | 7                       | 2           | 6           |  |  | 7             | Boris Pašanski          | Boris Pašanski          | 7              | 7              |   |   |              |                       |                       |              |              |  |
|  |                         | Francesco Aldi          | 5                       | 6           | 4           |  |  |               |                         |                         |                |                |   |   |              |                       |                       |              |              |  |

### Sezione 3
|  | Primo turno      | Primo turno        | Primo turno        | Primo turno | Primo turno |  |  | Secondo turno      | Secondo turno      | Secondo turno      | Secondo turno      | Secondo turno      |   |   | Ultimo turno | Ultimo turno     | Ultimo turno     | Ultimo turno | Ultimo turno |  |
|  |                  |                    |                    |             |             |  |  |                    |                    |                    |                    |                    |   |   |              |                  |                  |              |              |  |
|  |                  |                    |                    |             |             |  |  |                    |                    |                    |                    |                    |   |   |              |                  |                  |              |              |  |
|  |                  |                    |                    |             |             |  |  | 3                  | Santiago Ventura   | Santiago Ventura   | 6                  | 6                  |   |   |              |                  |                  |              |              |  |
|  | Stefano Galvani  | Stefano Galvani    | Stefano Galvani    | 6           | 6           |  |  |                    | Stefano Galvani    | Stefano Galvani    | 0                  | 4                  |   |   |              |                  |                  |              |              |  |
|  | Reda Karakhi     | Reda Karakhi       | Reda Karakhi       | 2           | 2           |  |  |                    |                    |                    |                    |                    |   |   | 3            | Santiago Ventura | Santiago Ventura | 6            | 6            |  |
|  | Mohamed Saber    | Mohamed Saber      | Mohamed Saber      | 6           | 6           |  |  |                    |                    |                    | Carlos Poch-Gradin | Carlos Poch-Gradin | 3 | 1 |              |                  |                  |              |              |  |
|  | Mbonisi Ndimande | Mbonisi Ndimande   | Mbonisi Ndimande   | 4           | 2           |  |  | Mohamed Saber      | Mohamed Saber      | Mohamed Saber      | 1                  | 3                  |   |   |              |                  |                  |              |              |  |
|  |                  | Carlos Poch-Gradin | Carlos Poch-Gradin | 6           | 6           |  |  | Carlos Poch-Gradin | Carlos Poch-Gradin | Carlos Poch-Gradin | 6                  | 6                  |   |   |              |                  |                  |              |              |  |
|  | 6                | Laurent Recouderc  | Laurent Recouderc  | 4           | 2           |  |  |                    |                    |                    |                    |                    |   |   |              |                  |                  |              |              |  |

### Sezione 4
|  | Primo turno   | Primo turno              | Primo turno   | Primo turno | Primo turno |  |  | Secondo turno | Secondo turno    | Secondo turno    | Secondo turno | Secondo turno |   |   | Ultimo turno | Ultimo turno     | Ultimo turno | Ultimo turno | Ultimo turno |  |
|  |               |                          |               |             |             |  |  |               |                  |                  |               |               |   |   |              |                  |              |              |              |  |
|  |               |                          |               |             |             |  |  |               |                  |                  |               |               |   |   |              |                  |              |              |              |  |
|  |               |                          |               |             |             |  |  | 4             | Olivier Patience | Olivier Patience | 6             | 6             |   |   |              |                  |              |              |              |  |
|  | Eric Butorac  | Eric Butorac             | Eric Butorac  | 6           | 6           |  |  |               | Eric Butorac     | Eric Butorac     | 4             | 3             |   |   |              |                  |              |              |              |  |
|  | Ali El Alaoui | Ali El Alaoui            | Ali El Alaoui | 2           | 2           |  |  |               |                  |                  |               |               |   |   | 4            | Olivier Patience | 7            | 4            | 1            |  |
|  | Oliver Marach | Oliver Marach            | Oliver Marach | 6           | 6           |  |  |               |                  |                  | Oliver Marach | 64            | 6 | 6 |              |                  |              |              |              |  |
|  | Gianluca Naso | Gianluca Naso            | Gianluca Naso | 4           | 2           |  |  |               | Oliver Marach    | Oliver Marach    | 7             | 6             |   |   |              |                  |              |              |              |  |
|  | 8             | Łukasz Kubot             | 7             | 2           | 7           |  |  | 8             | Łukasz Kubot     | Łukasz Kubot     | 5             | 4             |   |   |              |                  |              |              |              |  |
|  |               | Adrián Menéndez Maceiras | 5             | 6           | 64          |  |  |               |                  |                  |               |               |   |   |              |                  |              |              |              |  |